# Clorochină
Clorochina este un analog structural al chininei, extras inițial din scoarța copacilor de cinchona, folosit ca medicament antimalaric, în principal în zonele în care agentul etiologic nu este parazitul Plasmodium falciparum care a dobândit rezistență la acest tratament. Formele de malarie clorochino-rezistente necesită un alt tratament.
Clorochina mai este utilizată în tratamentul amoebiazei extra-intestinale și în boli auto-imune cum ar fi artrita reumatoidă și lupusul eritematos, datorită efectului imunomodulator.
S-a raportat ca are un efect antiviral cu spectru larg. Se știe ca blochează infecția virala prin creșterea pH-ului endosomal necesar pentru fuziunea virusului / celulelor, precum și prin interferarea glicozilării receptorilor celulari ai SARS-CoV.
La 17 februarie 2020, Consiliul de Stat Chinez a anunțat că fosfatul de clorochină poate fi utilizat pentru tratarea pacienților cu COVID-19. Evaluarea clinică a fosfatului de clorochină în mai mult de zece spitale din mai multe provincii din China a arătat că atenuează simptomele pentru majoritatea pacienților și accelerează seroconversia virusului. Ca urmare a inceput a fi utilizată experimental in multe tari pentru tratamentul COVID-19, mai ales sub forma sa mai puțin toxică de hidroxiclorochină. 
Chinina și derivații de chinină (asa cum sunt de altfel și clorochina sau hidroxiclorochina descoperiți ulterior) au fost folosiți timp de cateva sute de ani, iar scoarța din care este extrasă a fost utilizată de multe culturi sud-americane chiar de dinainte de contactul european. Prin urmare se poate spune ca sunt destul de bine cunoscute potențialele efecte secundare și de aceea utilizarea lor este relativ sigură, atâta timp cât nu se depășesc dozele recomandate pentru fiecare caz în parte.
Se administrează oral.
Se află pe lista medicamentelor esențiale ale Organizației Mondiale a Sănătății. Este disponibil ca medicament generic.
Este un derivat de 4-aminochinolină. A fost descoperit în anul 1934.